# Pangil
Pangil es un municipio filipino de cuarta clase, perteneciente a la provincia de La Laguna, en la región de Calabarzon.

## Historia
Hacia mediados del siglo XIX, el lugar, ya por entonces perteneciente a la provincia de La Laguna, tenía contabilizada una población de 2658 habitantes, repartidos en 443 casas. Aparece descrito en el segundo volumen del Diccionario geográfico, estadístico, histórico de las Islas Filipinas (1851) de Manuel Buzeta Núñez y Felipe Bravo con las siguientes palabras:

PANGIL: pueblo con cura y gobernadorcillo, en la isla de Luzon, prov. de la Laguna, arz. de Manila; sit. en los 125° 10' long. 14° 23' 40" lat., en terreno llano y entre dos riach. que va á desaguar en la laguna de Bay próximo á la playa de la cual se halla situado este pueblo. Tiene 443 casas, la parroquial y la de comunidad donde está la cárcel. Hay una escuela para a educacion de los niños del pueblo, que tiene una dotacion pagada de los fondos de comunidad, y además de esta escuela hay tambien otras de particulares. La iglesia parroquial es de buena fábrica y la sirve un cura regular: no muy lejos de esta se halla el cementerio, bastante bien situado y con buena ventilacion. Comunícase este pueblo con sus inmediatos por medio de caminos que se hallan en buen estado, y se recibe en el mismo de la cab. de la prov. un correo semanal que hay establecido. Confina el térm. por N. N. E. con el de Siniloan que dista ½ leg.; por N. O. con el de Mabitae á ¾ id.; por S. E. con el de Paquil á 1 milla; y por O. con la laguna de Bay. El terr. es llano por las inmediaciones de la playa de la laguna, y montuoso al E., donde se eleva la ramificacion de la gran cordillera ó sierra Madre que baja del N. y llega hasta la prov. de Tayabas. En sus montes se crian buenas maderas de construccion, de ebanistería, etc. Encuéntrase bastante caza, tanto mayor como menor, y se coge alguna miel y cera que las abejas van á depositar á los sitios que encuentra mas á propósito para ello. En el terr. reducido á cultivo se cogen buenas cosehcas de arroz, algun maiz, caña dulce, abacá, algodon, ajonjolí, coco, nipa y otras frutas. Su industria principal es la agricultura, dedicándose tambien al beneficio de la caña dulce, estraccion del aceite del ajonjolí, y las mugeres se ocupan de la fabricacion de algunas telas, con cuyas prod. hacen su com. pobl. 2,658 alm. y en 1845 pagaba 637 ½ trib., que hacen 6,375 rs. e plata.
(Buzeta y Bravo, 1851, p. 389)

En 2020, tenía censados 25 026 habitantes.